# Вельїса
Вельїса (ісп. Velliza) — муніципалітет в Іспанії, у складі автономної спільноти Кастилія-і-Леон, у провінції Вальядолід. Населення — 124 особи (2010).
Муніципалітет розташований на відстані близько 170 км на північний захід від Мадрида, 20 км на південний захід від Вальядоліда.

## Демографія
Динаміка населення (INE ):